# 茂侶神社

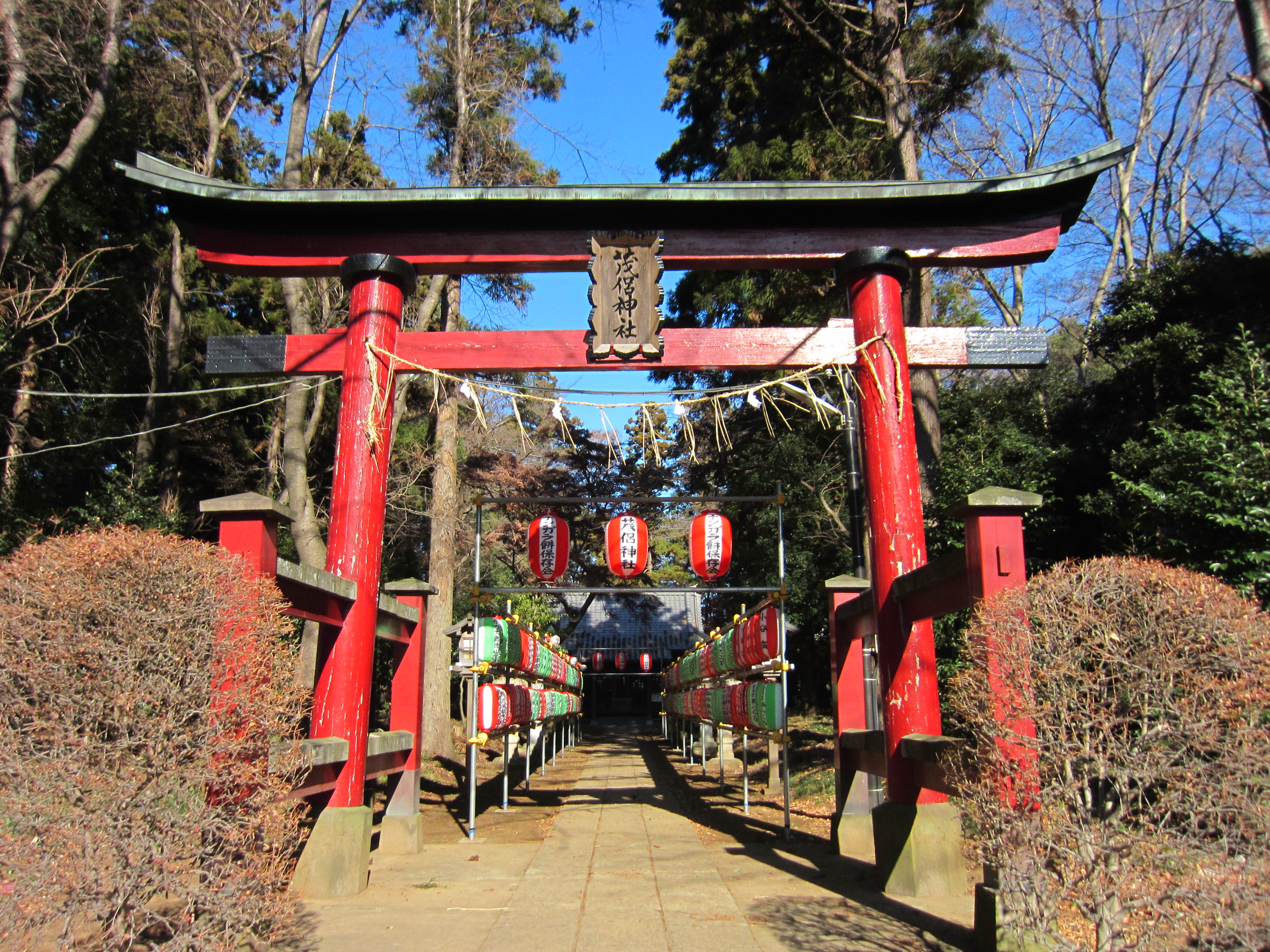
茂侶神社（流山市）

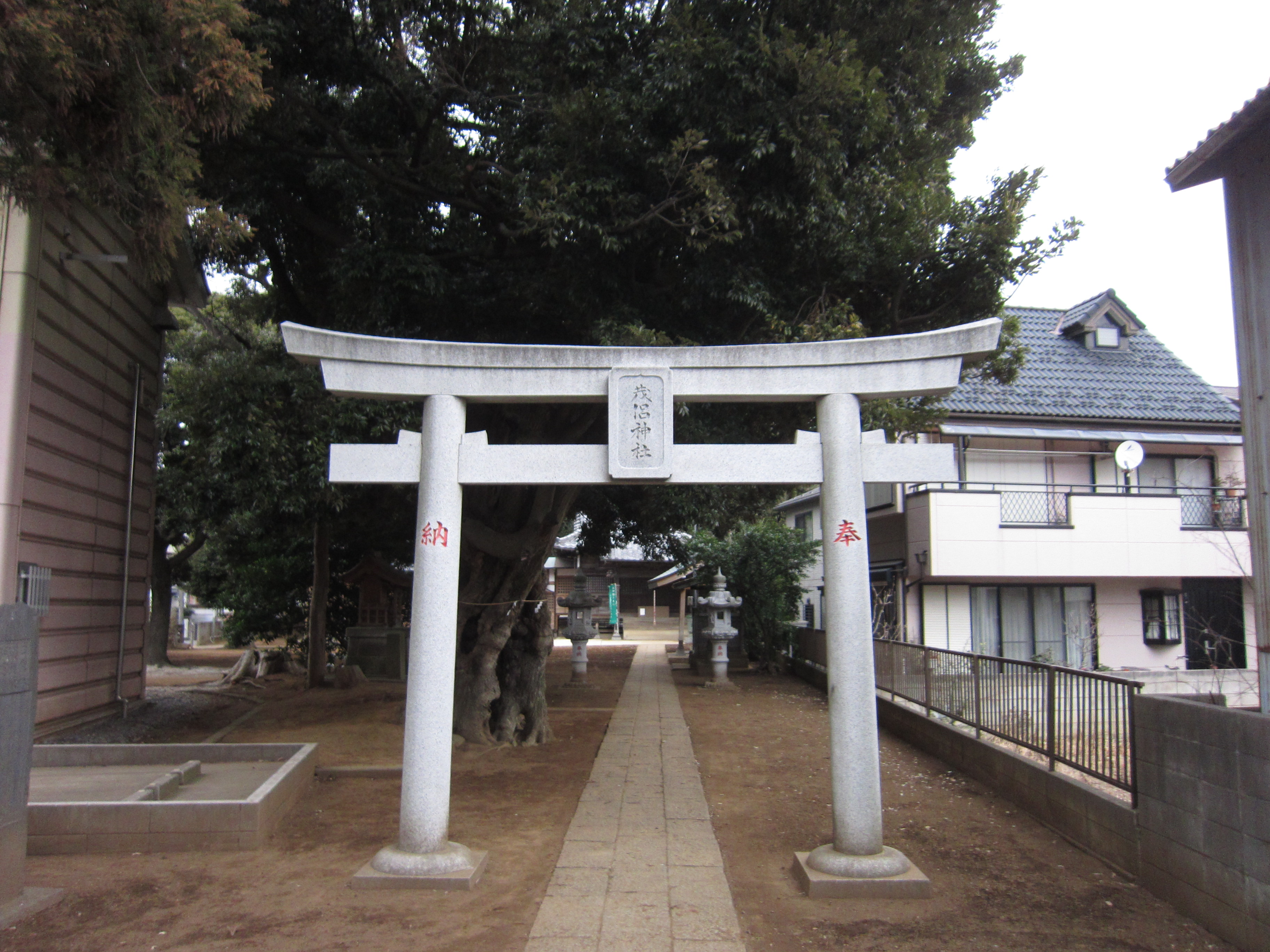
茂侶神社（松戸市）

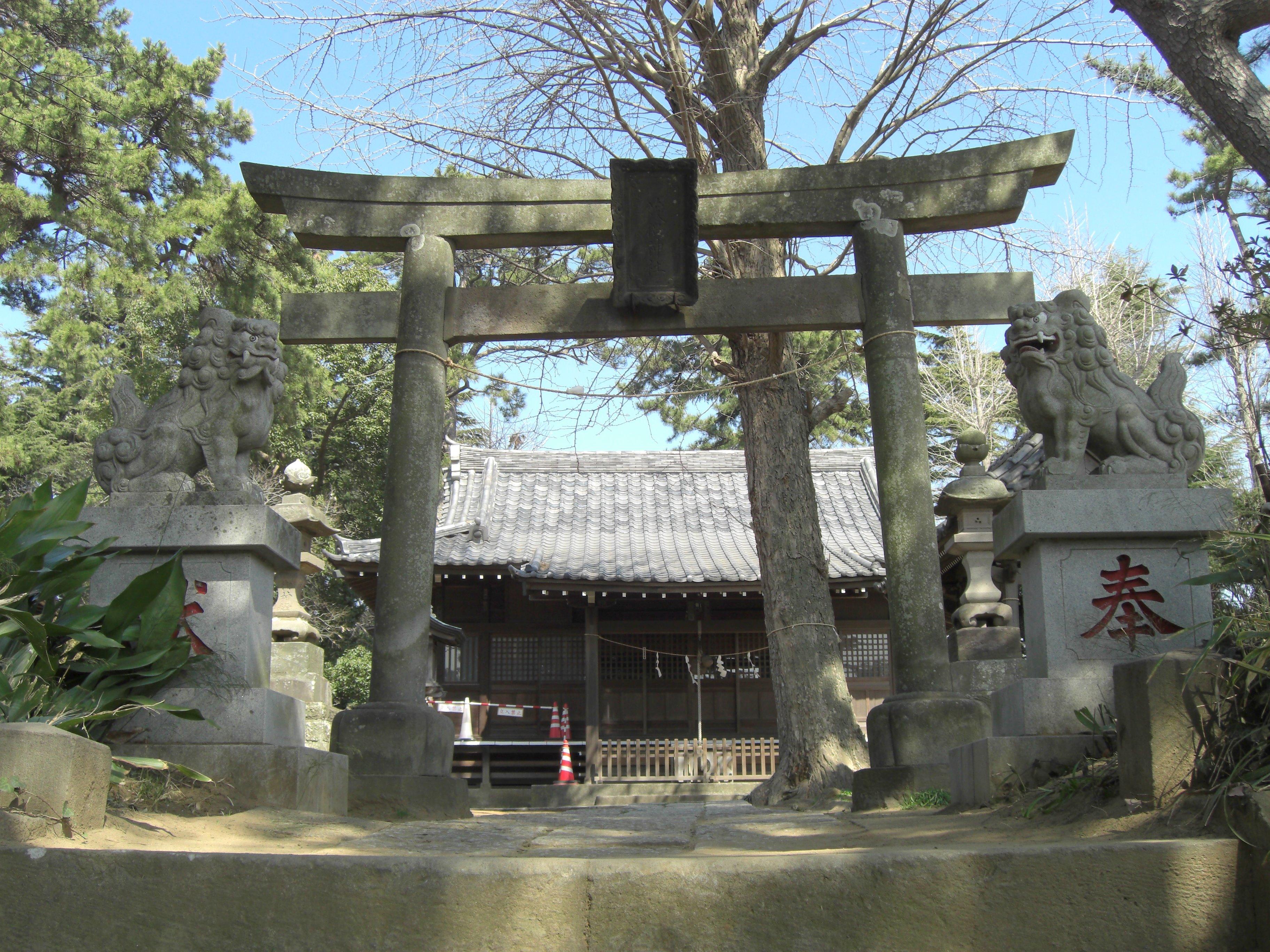
茂侶神社（船橋市）

茂侶神社（もろじんじゃ）は、「茂侶」を社名とする神社。千葉県内に三社がある。

## 概要
『延喜式神名帳』に「下総国葛飾郡 茂呂神社」と記載される式内社で、千葉県の以下三社が論社とされている。
- 茂侶神社 （流山市三輪野山） - 旧村社
- 茂侶神社 （松戸市小金原） - 旧村社
- 茂侶神社 （船橋市東船橋）

このほか、流山市の茂呂神社の分社である埼玉県吉川市三輪野江の三輪神社も式内・茂呂神社と称されることがある。

## 祭神
上記4社のうち、流山市と松戸市の茂侶神社は大物主命を主祭神としている。吉川市の三輪神社は大己貴尊（大国主）が主祭神であるが、これは両神が同神であるとされるためである。これらのことから、社名の「茂呂」は、大和国三輪山の旧名「御諸山（みもろやま）」の「モロ」のことであるとされている。三輪山の麓には、三輪山を神体山とする大神神社があり、大物主命を祀っている。
船橋市の茂侶神社は木花咲耶姫命を祭神とする。

## 歴史
いずれの神社も創建の由緒は不詳である。茂呂神社の国史の初見は、『日本三代実録』の貞観13年（817年）11月12日条、茂呂神に従五位上の神階を授けるという記述である。その後、元慶3年（879年）9月25日に正五位上を授けられた。『延喜式神名帳』には「下総国葛飾郡 茂呂神社」と記載され、小社に列している。
慶長3年（1598年）、江戸川の開掘により、現流山市の茂呂神社（当時は三輪神社）の氏地が分断されたため、元和年間、江戸川西岸に分社が作られた。これが現在の吉川市の三輪神社である。